# Немецкая колония (Хайфа)
Мошава Германит (ивр. המושבה הגרמנית‎, букв. — «немецкая колония») — район, выстроенный немецкими христианами-темплерами, членами нем. Tempelgesellschaft — «Храмового общества», известного также как «Общество друзей Иерусалима», нем. Jerusalemfreunde. Темплеры, — протестантская секта, сформировавшаяся в южной Германии в XIX веке, — обосновались в Палестине по настоянию своего лидера Кристофа Хоффмана, руководствуясь верой в необходимость восстановления Палестины христианскими силами и в то, что проживание в Святой Земле ускорит второе пришествие Христа. Это была первая из нескольких колоний, основанных этой группой в Святой Земле. Остальные были организованы в Сароне возле Яффо, Галилее и Иерусалиме.
Район разительно отличается от окружающих: здания снабжены толстыми каменными стенами, высокими черепичными крышами с крутыми скатами, глубокими подвалами для хранения продуктов. В условиях Израиля всё это кажется дикостью: здесь нет снега, чтобы понадобились крутые скаты крыши, летом намного приятнее спать на продуваемой плоской крыше, и собирать дождевую воду на плоской крыше куда удобнее. Однако на самом деле темплеры строили свои дома, основываясь на результатах многогранных исследований, затрагивавших грунт, климат и источники воды. Поначалу, например, они строили дома с плоскими крышами, однако затем поняли, что дождевую воду проще накапливать тогда, когда она собирается со всей крыши в дренажную систему дома, подсоединённую к бассейну. Черепичные крыши были специально спроектированы и выстроены так, чтобы их продувал ветер. Благодаря этому, в спальных помещениях, которые обычно располагались на третьем этаже (часто совмещённом с чердаком), всегда царила прохлада.

## История развития района
Немецкое поселение было основано в августе 1868 года примерно в трёх километрах от города Хайфы (который в то время заключался в Нижнем Городе). Темплеры построили колонию в согласии со строгими принципами городского планирования. Поселение планировалось так, чтобы между ним и Нижним Городом, в то время — почти исключительно мусульманским, — были разбиты хорошо просматриваемые поля. Кроме того, поля располагались и по другую сторону Мошавы Германит, в направлении нынешнего района Бат-Галим. В 1875 году была заложена главная улица шириной 30 метров, идущая с севера на юг и ведущая далее к порту (ныне проспект им. Бен-Гуриона); дома строились по обе стороны улицы. За домами, между ними и полями, были заложены ещё две улицы, более узкие (ныне ул. а-Ганим и ул. Меир). От главной отходили меньшие улицы. В южном конце колонии находились темплерские виноградники (там, где сейчас расположен Всемирный центр бахаи). Колония была построена, как город-сад, с домами на одну семью, окружёнными садами, и тенистыми деревьями, стоящими в ряд вдоль главного бульвара. Колония стала первой в Палестине моделью городского планирования.
В 1874 г. христианская конфессия темплеров претерпела схизму, и позже эмиссары Евангелической земельной церкви в старопрусских провинциях успешно занимались обращением схизматиков в свою веру, в результате чего число обращённых составило около трети колонистов. Так колония стала местом пребывания фанатичных приверженцев двух разных христианских конфессий и, соответственно, их конгрегаций.
В то время как темплеры считались в Германии сектантами, евангельские прозелиты получали большую финансовую и психологическую поддержку от немецких лютеранской и евангельской церковных структур. Это породило атмосферу недоверия и зависти среди немецких колонистов в Хайфе. 17 июля 1886 г. прозелиты подали прошение в Верховный Церковный Совет Евангелической земельной церкви в старопрусских провинциях об оказании помощи в основании евангельской конгрегации и признании в качестве таковой. В 1891 г. Jerusalemsverein, евангельская благотворительная организация с центром в Берлине, занимавшаяся субсидированием протестантской деятельности в Святой Земле, решила поддержать новую хайфскую конгрегацию.
Jerusalemsverein направила и спонсировала учителя для детей прихожан. В 1892 г. Jerusalemsverein решила ссудить конгрегации деньги, необходимые для постройки молельного зала. Темплеры не строили церквей в своём поселении. Церковь была выстроена позже, для туристов. Для них же был построен и первый в Хайфе постоялый двор. Житель Хайфы Отто Фишер (1813—1910) пожертвовал землю у подножия горы Кармель, а хайфский инженер Аугуст Воигт безвозмездно начертил строительные планы. В сентябре 1892 г. началось строительство, а 2 июля 1893 г. пастор Карл Шлихт (Иерусалим) торжественно открыл молельный зал и две школьные комнаты, ставшие общественным центром района. В том же году Jerusalemsverein начал спонсировать пастора новой Хайфской Евангелической Конгрегации.
Учитель Херрманн основал хор. Начиная с 1900 г. Мари Текхаус, диакониса, спонсировавшаяся Кайзервертским Домом Матерей Диаконис, руководила медицинской станцией, открытой для пациентов всех конфессий и вероисповеданий. В 1907 г. конгрегация построила отдельное школьное здание; позже расхождения между двумя немецкоговорящими конгрегациями, евангельской и темплерской, уменьшились, таким образом перед Первой мировой войной школы были объединены.
Численность населения в период между 1870 и 1914 г.г. колебалась между 300 и 400 жителей. Из числа колонистов шестьдесят были гражданами Америки, и их лидер Джейкоб Шумахер служил агентом консульства США в Хайфе и северной Палестине. В связи с ростом их численности и продолжавшейся урбанизацией Хайфы, колонисты стремились покупать земли для основания новых поселений. Последним надлежало быть исключительно моноконфессиональными. Так темплеры поселились в Вифлееме Галилейском, а евангельские протестанты основали соседний Вальдхайм.

## Роль в развитии региона и Палестины
Темплеры сделали для Хайфы почти столько же, сколько и турки. Турецкая железная дорога сделала Хайфу важным промышленным городом и портом; темплеры провели первую рейсовую линию карет из Хайфы в Назарет, сделав Хайфу транзитным центром для паломников. Они были первыми, кто организовал регулярное транспортное обслуживание между Яффо, Акрой и Назаретом, что также сделало возможной доставку почты. Турецкие власти создали в Хайфе полицию, а темплеры — пожарную охрану и скорую помощь. Темплеры положили начало местной промышленности, что принесло современные веяния в Палестину, которая в течение долгого времени была заброшена османскими турками. Темплеры получили автономию и самоуправление, организовали свою собственную внутреннюю полицию, службу охраны, госпиталь, гостиницу. Именно благодаря темплерам Хайфа стала развиваться как европейский город.
Применяя современные методы ведения фермерского хозяйства, темплеры внедрили удобрение земли, лучшие методы ротации культур и новые культуры, такие как картофель. Они импортировали сельскохозяйственную технику и занялись «смешанным фермерством», соединяя молочное животноводство и возделывание полевых культур.
Регистрация земли была проблематичной из-за недоимок и региональных споров из-за границ, которые иногда выливались в агрессию. В результате темплеры оставили фермерство в пользу промышленности и туризма. Они построили отели, открыли мастерские и основали фабрику по производству мыла на основе оливкового масла.
Богатая немецкая колония выделялась среди своего бедного окружения. Здесь жил единственный в городе врач, а один из жителей был строительным инженером. К концу османской эры колония насчитывала 750 жителей, 150 домов и десяток бизнесов.

## Связь с нацизмом и изгнание
Во время Первой мировой войны многие из колонистов были рекрутированы в подразделения Германской имперской армии, вместе с союзной оттоманской армией сопротивлявшейся британскому завоеванию. Когда генерал Алленби отвоевал Палестину у османских турок, к немецким колонистам отнеслись, как к гражданам неприятельского государства. Британцы вошли в Хайфу и в колонию только по окончании боёв. Таким образом, колонисты Хайфы не были депортированы в Египет, как жители других колоний, расположенных южнее (Яффо, Рефаим, Сарона и Вильгельма), которые оказались расположены на полях сражений.
В 1930-х годах в среде темплеров усилились настроения единения с нацистской Германией. В Хайфе было открыто отделение НСДАП, многие подростки, жившие в Мошаве Германит, вступали в гитлерюгенд. В 1937 г. 34 % темплеров были членами нацистской партии — обладателями соответствующих удостоверений. В День Коронации в 1937 г. над всеми темплерскими колониями развевались флаги со свастикой.
Всё это привело к тому, что Англия, владевшая тогда мандатом на Палестину, сочла нужным расценивать Мошаву Германит как стан врага. В начале Второй мировой войны колонисты с германским гражданством были собраны британцами и вместе с гражданами неприятельских государств Италии и Венгрии отправлены в лагеря для интернированных в Вальдхайме и Вифлееме Галилейском. 31 июля 1941 г. 661 темплер был депортирован в Австралию через Египет, 345 оставлены в Палестине. По одной из версий, англичане спасали немецких поселенцев от возмездия евреев, чудом избежавших ужасов Холокоста. Как бы то ни было, к моменту образования Государства Израиль все темплеры покинули Палестину и обосновались в Австралии.

## Восстановление
За последние годы восстановлены некоторые из старых темплерских домов. Здания вдоль бульвара Бен-Гуриона превращены в кафе, бутики и рестораны, и колония превратилась в центр ночной жизни Хайфы.

## Основные достопримечательности района Мошава Германит
- Дома темплеров, построенные в конце XIX века и отреставрированные в конце 1990-х.
- Центр информации для туристов.
- Городской музей Хайфы.
- Множество кафетериев и ресторанов, предлагающих блюда арабской, средиземноморской, балканской, итальянской, магрибской и дальневосточной кухни.
- Торговый комплекс City Center.
- Нижний уровень террас Бахайских садов.
- Колледж дизайна.
- Районный центр организации Women’s International Zionist Organization. В этом же центре проходят ежемесячные игры Хайфской лиги «Что? Где? Когда?».
- Итальянский госпиталь, обслуживаемый монахинями из монастыря кармелиток.
- Центр профилактической проверки индивидуальных средств защиты, выдаваемых населению (в торговом комплексе City Center).